# Tretton kolonierna

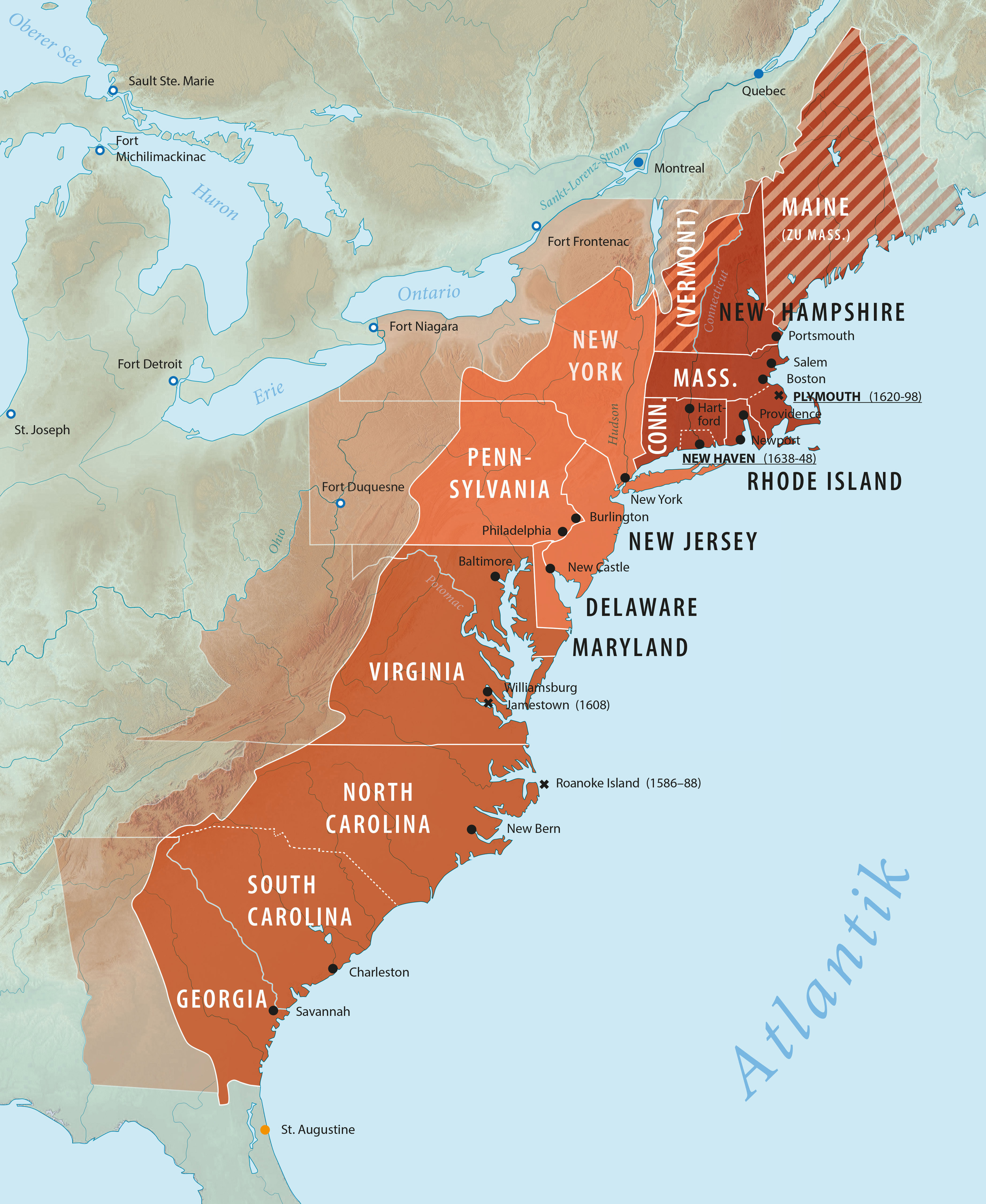
Tretton kolonierna

Tretton kolonierna är ett samlingsbegrepp för de brittiska kolonier på nuvarande USA:s östkust som i den amerikanska revolutionen gemensamt bröt sig fria från Storbritannien och utropade Amerikas förenta stater. De bildade inte någon administrativ enhet under kolonialtiden utan är en retrospektiv enhet, skapad av amerikanska historiker för att avgränsa USA:s tidiga historia. De tillhörde var för sig Brittiska Amerika, som även bestod av ytterligare fjorton kolonier.

## Regioner

New England

### New England
New England-kolonierna karaktäriserades av snabbflytande floder och stenbemängd jord. 95 % av invånarna härstammade från den engelska landsbygden. Den ursprungliga invandringen ägde rum gruppvis och man bosatte sig i självstyrande socknar (towns). Lantbruket var viktigt men hämmades av dåliga jordar och ett hårt klimat samt arbetskraftsbrist. Fiske och handel var andra viktiga näringar som över tiden kompletterades med varvsindustri. Triangelhandeln (se nedan) med Västindien var grunden till regionens välstånd. 
- Massachusetts Bay-provinsen (varav den nordligaste delen i dag utgör Maine); huvudstad: Boston från 1688.
- Provinsen New Hampshire; huvudstad: Portsmouth 1689-1775.
- Kolonin Rhode Island och Providenceplantagen; huvudstad: Providence 1689-1776.
- Kolonin Connecticut gemensamma huvudstäder: Hartford och New Haven 1689-1875.

Källa:

### Mellankolonierna

Mellankolonierna

Mellankolonierna drog nytta av att de stora floderna flöt från norr till söder och kunde fungera som handelsvägar. Denna region var ett centrum för jordbruk, hantverk och manufakturer och fick ett stort inflöde av invandrare över nästan hela den koloniala perioden. Vid sidan av engelska invandrare bodde det holländare i Hudson Valley samt tysktalande och Ulster-skottar i Pennsylvania.
- Provinsen New York (varav en del i nordost i dag utgör Vermont); huvudstad: New York 1689-1777.
- Provinsen New Jersey; gemensamma huvudstäder: Perth Amboy och Burlington 1702-1784.
- Provinsen Pennsylvania; huvudstad: Philadelphia 1682-1789.
- Kolonin Delaware; huvudstad: New Castle 1704-1777.

Källa:

### Södra kolonierna
De södra kolonierna karaktäriserades av breda kustslätter, stora floder och rika jordar. Stapelvaruproduktion för export till moderlandet kännetecknade näringslivet vilket ledde till en plantageekonomi baserad på slavarbetskraft. Plantageägarna blev därför den ledande ekonomiska, politiska och sociala kraften. Rösträtt och utbildningsmöjligheter var mer inskränkta än i de övriga regionerna.
- Övre Södern
  - Provinsen Maryland; huvudstad: Annapolis från 1694.
  - Kolonin Virginia (varav den västligaste delen i dag utgör Kentucky och West Virginia); huvudstad: Williamsburg 1698-1790.
- Nedre Södern
  - Provinsen North Carolina (varav den västligaste delen i dag utgör Tennessee); huvudstad: New Bern 1712-1789.
  - Provinsen South Carolina; huvudstad: Charleston 1670-1786.
  - Provinsen Georgia; huvudstad: Savannah 1722-1778.

Källa:

### Gränstrakterna
Gränstrakterna (backcountry; frontier) var det område som avgränsades av den ständigt flyttande odlingsgränsen. Området låg i de västra (eller norra) delerna av de etablerade kolonierna och utgjorde i praktiken en egen kulturell och ekonomisk region, som ofta hade helt andra intressen än de närmare kusterna boende befolkningen. Regionen kännetecknades av stora familjer och ett jordbruk som sög ut jorden och därmed framtvingande ständiga flyttningsrörelser längre bort. Religiösa dissenter, invandrare och brottslingar tog ofta sin tillflykt till gränstrakterna, där den politiska kulturen betonade demokrati och individens frihet. Regionens invånare avvisade med kraft alla försök till statlig inblandning i det dagliga livet och kännetecknades av anti-aristokratiska traditioner och motvilja mot städer och kustbefolkning.

## Befolkning

### Demografi

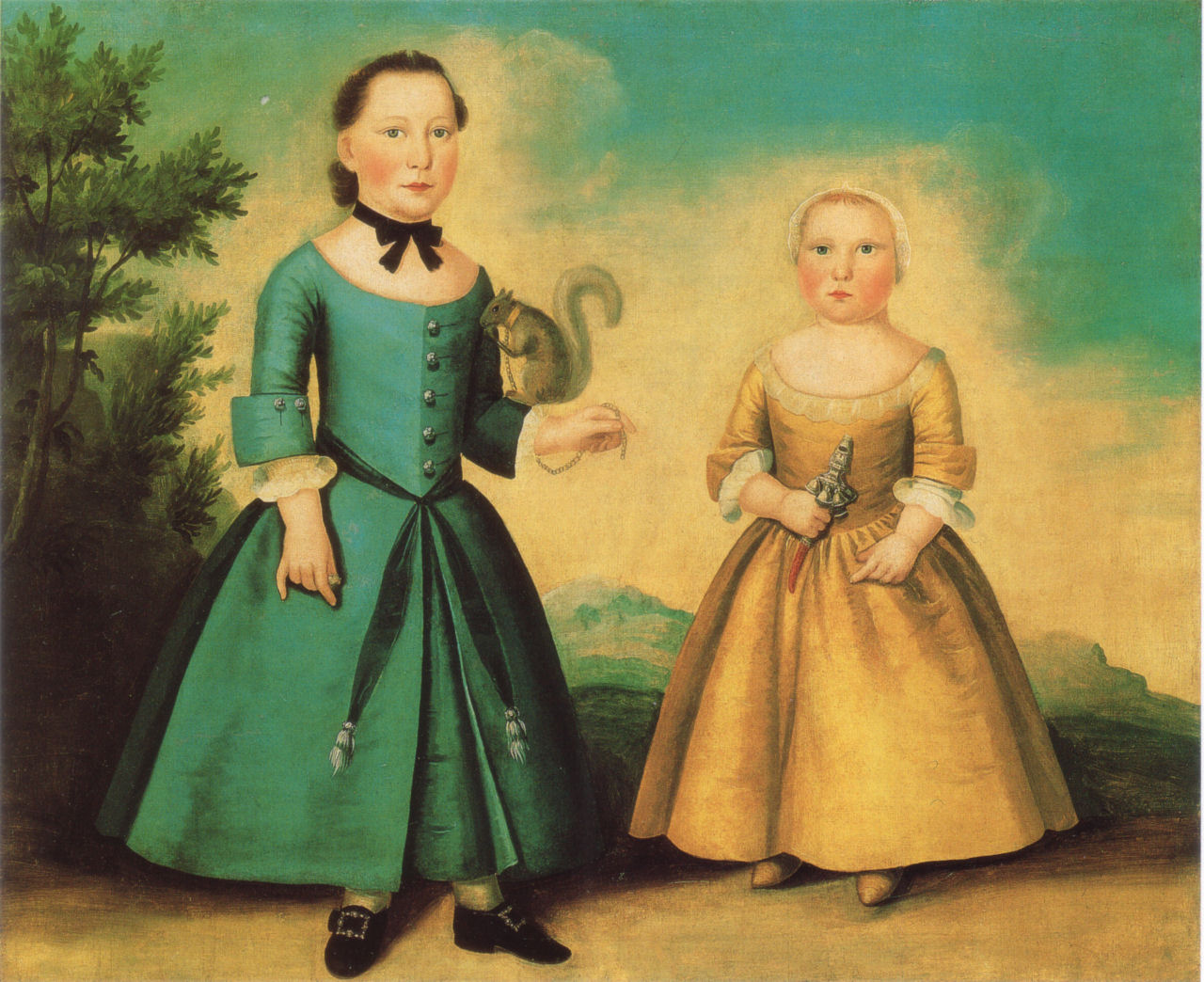
Två välfödda barn från Boston, ca 1760.

Höga födelsetal och tidiga äktenskap, men framförallt lägre mortalitet och en stor invandring gjorde att befolkningen i de tretton kolonierna snabbt ökade. Barnadödligheten var lägre än i England, liksom dödligheten i barnsäng och i epidemier, som huvudsakligen drabbade stadsbefolkningen. Krig, valfångst och fiske gav en viss överdödlighet bland män, framförallt i New England under fransk-indianska kriget. I jämförelse med Europa hade de tretton kolonierna en ung och frisk befolkning. Det fanns mat i överflöd, gott om kläder och brännved så att ingen behövde frysa och arbetsförhållandena var för samtiden tillfredsställande. Grunden för detta var den goda tillgången på mark och den relativt sett svaga tillgången på arbetskraft vilket gjorde att arbetslönerna var höga. Beaktansvärt nog var fertiliteten inte lägre och mortaliteten inte högre hos den del av befolkningen som var av afrikansk börd.
Invandringen till de tretton kolonierna var större efter 1700 än före. Mellan 1700 och 1750 invandrade 370 000 européer och 250 000 afrikaner infördes som slavar. Över tiden avtog dock invandringens betydelse för befolkningsutvecklingen. Den europeiska invandringen under ovan angiven period medförde en 25-procentig befolkningsökning. På 1770-talet, efter ett decennium av lägre invandring, var endast tio procent av den vita befolkningen född utanför de tretton kolonierna.

### Befolkningsstorlek
Befolkningsstorleken avser befolkning under koloniernas jurisdiktion och omfattar alltså inte fria indianer.
| År   | Alla tretton kolonier | New Hampshire | Massachusetts | Rhode Island | Connecticut | New York | New Jersey | Pennsylvania | Delaware | Maryland | Virginia | North Carolina | South Carolina | Georgia |
| ---- | --------------------- | ------------- | ------------- | ------------ | ----------- | -------- | ---------- | ------------ | -------- | -------- | -------- | -------------- | -------------- | ------- |
| 1625 | 1 980                 |               |               |              |             |          |            |              |          |          |          |                |                |         |
| 1641 | 50 000                |               |               |              |             |          |            |              |          |          |          |                |                |         |
| 1688 | 200 000               |               |               |              |             |          |            |              |          |          |          |                |                |         |
| 1700 | 250 000               | 5 000         | 56 000        | 6 000        | 26 000      | 20 000   | 14 000     | 18 000       | 2 000    | 30 000   | 59 000   | 11 000         | 6 000          | -       |
| 1740 | 906 000               | 23 000        | 152 000       | 25 000       | 90 000      | 64 000   | 31 000     | 86 000       | 20 000   | 116 000  | 180 000  | 52 000         | 45 000         | 2 000   |
| 1760 | 1 600 000             | 40 000        | 203 000       | 45 000       | 142 000     | 117 000  | 94 000     | 184 000      | 33 000   | 162 000  | 340 000  | 110 000        | 94 000         | 10 000  |
| 1775 | 2 400 000             |               |               |              |             |          |            |              |          |          |          |                |                |         |

Källa: 
Som jämförelse kan nämnas att Storbritannien 1770 hade 6,4 miljoner och Irland fyra miljoner invånare. Sverige med Finland hade 2,5 miljoner invånare samma år.

### Större städer
| År   | Philadelphia | New York | Boston | Charleston |
| ---- | ------------ | -------- | ------ | ---------- |
| 1680 | ..           | 3 000    | 4 500  | 700        |
| 1700 | 5 000        | 5 000    | 6 700  | ..         |
| 1720 | 10 000       | 7 000    | 12 000 | ..         |
| 1740 | 13 000       | 11 000   | 16 000 | 7 000      |
| 1760 | 24 000       | 18 000   | 16 000 | 8 000      |
| 1775 | 40 000       | 25 000   | 16 000 | 12 000     |

Källa: 

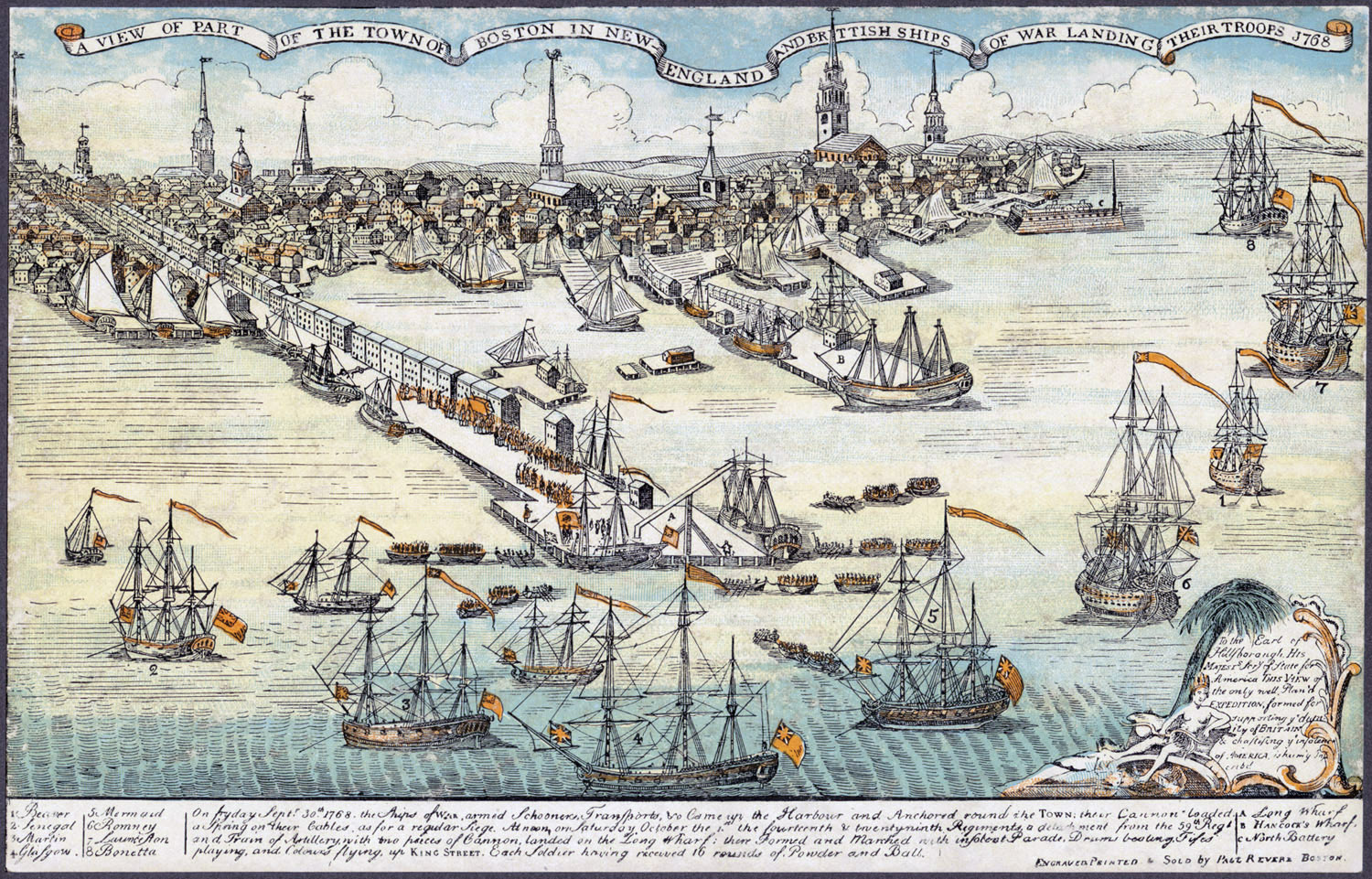
Vy över Boston 1768.

Som jämförelse kan nämnas att London 1775 hade cirka 1 miljon invånare. Stockholm hade vid ungefär samma tidpunkt cirka 70 000 invånare och Göteborg cirka 11 000.

### Etnicitet
Den engelska invandringen dominerades av tre utvandringsvågor från tre olika engelska kulturområden vilka kom att politiskt, religiöst och kulturellt dominera de tre geografiska områden i de tretton kolonierna där de slog sig ned. New Englands vita befolkning behärskades av kalvinistiska puritaner från East Anglia, som kom till Nya Världen för att bygga en religiös utopi. Den Övre Södern, Maryland och Virginia, däremot behärskades av gentlemän, bland vilka fanns många kavaljerer vilka flytt från det engelska inbördeskriget, och deras tjänare. Målet för dem var framförallt att kunna återupprätta den hierarkiska livsstil som de berövats i England. Till samma område kom även många fattiga bönder från södra England vilka normalt inte ifrågasatte den hierarkiska samhällsordningen. Den tredje utvandringsvågen var kväkare, inte minst från Yorkshire och Lancashire, vilka flyttade till Pennsylvania för att kunna förverkliga sina religiösa ideal.
Det skotsk-irländska befolkningselementet återfanns framförallt i Pennsylvania, i de södra koloniernas västligaste gränstrakter och i New Hampshire. Skottar bosatte sig i South och North Carolina samt i New Jersey. De tysktalande invandrarna, som började komma på 1680-talet, var framförallt från Rhendalen och från Schweiz och bosatte sig oftast i Pennsylvania där kväkarnas försök till idealsamhälle innebar en för samtiden ovanlig religionsfrihet. Många tysktalande begav sig också till de västra gränstrakterna i Maryland, Virginia och North och South Carolina. De holländskbördiga bodde i New York och New Jersey. En stor pfalztysk bosättning ägde även rum i vad som då var de yttersta gränstrakterna i Mohawk Valley i New York från 1723. Franska hugenotter kom som religiösa flyktingar, antingen direkt från Frankrike eller via England eller något annat protestantiskt land i Europa. Många slog sig ned i Nya Amsterdam, norra New Jersey och västra Connecticut. Andra slog sig ned i Chesterfield och Powhatan counties i Virgina, Charleston, South Carolina och Bath, North Carolina. De fåtaliga svenskarna och finnarna bodde i New Jersey, Delaware och Pennsylvania; det gamla Nya Sverige.
Den första federala folkräkningen 1790 innehåller uppgifter om etniskt ursprung, som även kan belysa förhållandena i de tretton kolonierna.

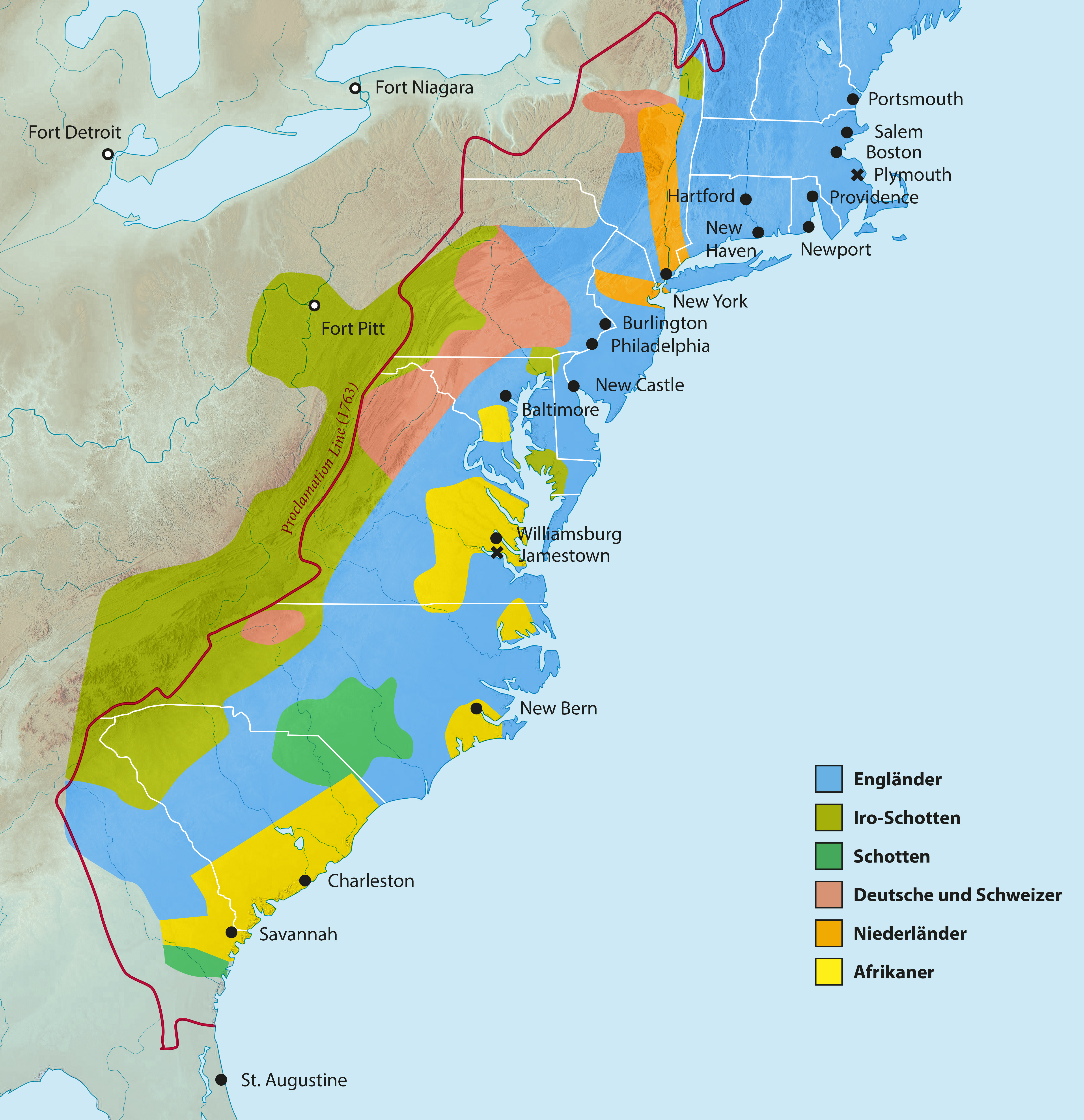
De etniska gruppernas geografiska spridning under slutet av 1700-talet.

| Etniskt ursprung för den vita befolkningen | Andel av den vita befolkningen |
| ------------------------------------------ | ------------------------------ |
| Engelskt                                   | 61 %                           |
| Skotskt                                    | 8 %                            |
| Skotsk-irländskt (Ulster-skotskt)          | 6 %                            |
| Irländskt                                  | 4 %                            |
| Tyskt                                      | 9 %                            |
| Holländskt                                 | 4 %                            |
| Franskt                                    | 2 %                            |
| Svenskt                                    | 1 %                            |
| Uppgift saknas                             | 7 %                            |

Källa: 

### Afrikansk börd

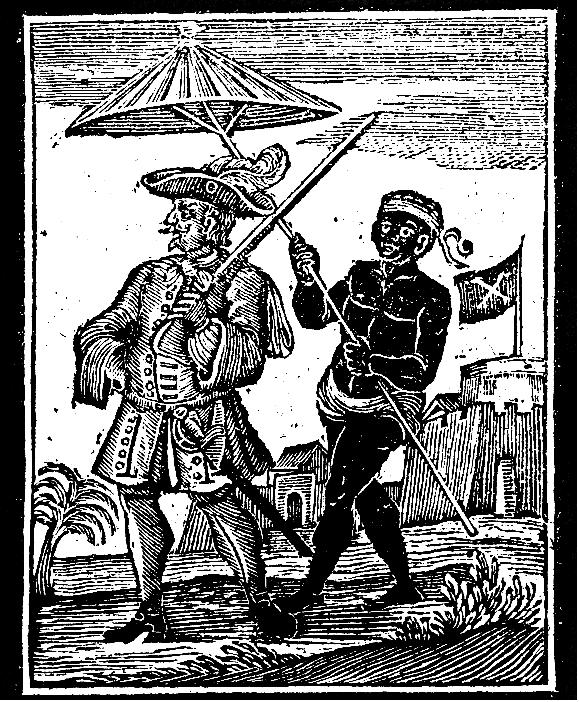
Afrikansk slav bär parasoll för att skydda sin herre mot solen.

De flesta människor av afrikansk börd var slavar (se nedan). Men mot slutet av 1700-talet var ungefär 10 % av dem personligen fria. Det största antalet fria afrikaner fanns i Virginia, Maryland och North Carolina, där det fanns betydligt fler förslavade afroamerikaner än fria, men även i Pennsylvania och Massachusetts där de fria var fler än de förslavade. Fria människor av afrikansk börd hade en besvärligt mellanställning mellan frihet och slaveri. Deras egendomsrätt var vanligen oinskränkt. De kunde köpa och sälja fast och lös egendom, inklusive slavar. Trots sin egendomsrätt behandlades de som andra klassens medborgare. De behövde ofta passerssedlar för att kunna resa och var ofta förbjudna att äga skjutvapen. De rannsakades av de allmänna domstolarna men fick inte vara jurymän; de betalade skatt, men saknade ofta rösträtt.
Andel av befolkningen som utgjordes av personer av afrikansk börd 1670/80-1780.
| År      | New England | Mellankolonierna | Övre Södern | Nedre Södern |
| ------- | ----------- | ---------------- | ----------- | ------------ |
| 1670/80 | 1 %         | 10 %             | 6 %         | 5 %          |
| 1700/10 | 2 %         | 7 %              | 18 %        | 35 %         |
| 1720/30 | 2 %         | 11 %             | 24 %        | 77 %         |
| 1740/50 | 3 %         | 8 %              | 40 %        | 73 %         |
| 1760/70 | 3 %         | 7 %              | 39 %        | 82 %         |
| 1780    | 2 %         | 6 %              | 39 %        | 70 %         |

Källa: 

## Ekonomi

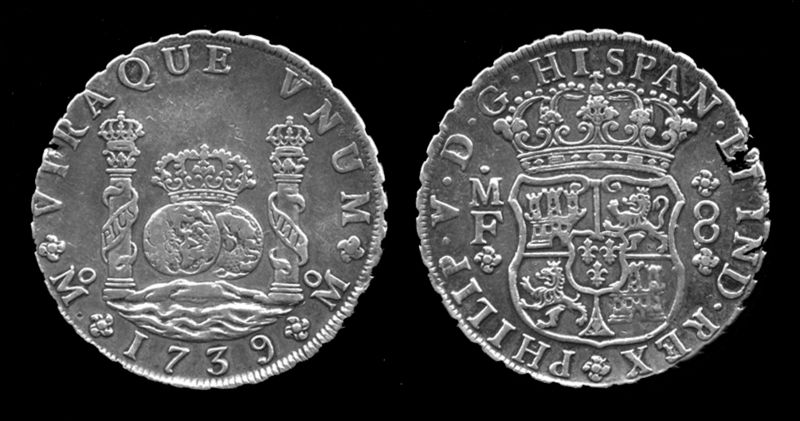
Den spanska silverdollarn var det viktigaste värdemyntet i cirkulation i de tretton kolonierna.

### Penningväsende
Myntbristen var akut i de brittiska kolonierna i Nordamerika och mynt från en mängd länder cirkulerade, framförallt spanska dollar från Mexiko, Peru och Colombia. Pundet var det viktigaste räknemyntet. Varje koloni hade emellertid lagstiftningsrätt i penningfrågor och varje koloni bestämde själv efter vilken kurs olika myntsorter skulle omräknas. Kursen var baserad på myntens ädelmetallinnehåll men varierade ändå mellan kolonierna, och var alltid högre än motsvarande växelkurs i London.
De sedelmynt som utgavs av de tretton kolonierna liknade mycket moderna pappersmynt då de utgavs i lämpliga valörer, var ofta lagliga betalningsmedel och användes av vanliga människor i det dagliga livet. Sedelmyntet utgavs i pund, shilling och pence och hade samma värde som kolonins räknemynt. Sedelmyntet var också de enda cirkulerande mynt som verkligen var åsatta den lokala valutan. De tretton koloniernas sedelmynt var normalt fiatpengar; i praktiken kunde kolonierna ofta inlösa dem mot värdemynt om så fordrades.
Den spanska silverdollarn var det viktigaste värdemyntet inte bara i de tretton kolonierna utan i hela den transatlantiska handelssfären. Det var därför som det självständiga USA gjorde dollarn till sitt värdemynt. Kursen för den spanska silverdollarn var avgörande för värderelationerna mellan de koloniala räknemynten inbördes och mellan dessa och pund sterling.

### Stapelvaruproduktion
Stapelvaruproduktion av tobak, ris och indigo med ofri arbetskraft dominerade i de södra kolonierna. I North Carolina tävlade framställningen av varvsförnödenheter med dessa i ekonomisk betydelse. Päls- och skinnhandel var viktiga näringar både för mellankolonierna och för de södra kolonierna. Järnproduktionen ägde framförallt rum i mellankolonierna och de tretton kolonierna var världens tredje största järnexportör vid mitten av 1700-talet. Havsfiske och valfångst var de viktigaste exportnäringarna i Nya England. 

#### Tobak, ris, indigo

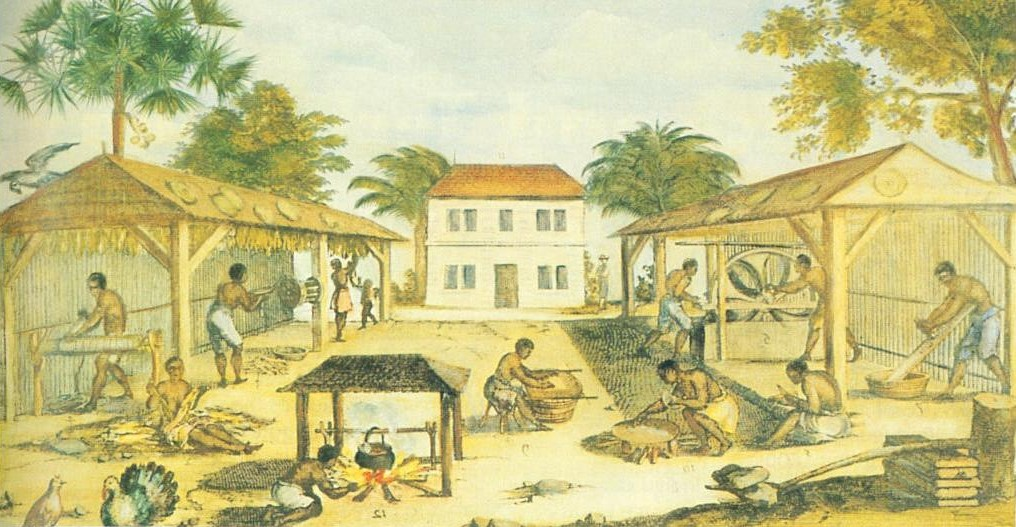
Afrikanska slavar bereder skördad tobak på ett plantage i Virginia.

Stapelvaruekonomier vilka använde sig av kontraktstjänare eller slavar som arbetskraft utvecklades i de södra kolonierna. Höga tobakspriser på 1620-talet var grunden för uppkomsten av tobaksodlingen som före slutet av 1600-talet dominerade Maryland, Virginia och angränsade delar av North Carolina. I South Carolina blev risodling grunden för de stora plantager som dominerade under hela den koloniala perioden. Att färgämnet indigo kunde utvinnas ur indigoväxten var välkänt i den gamla världen. Att indigo blev en stapelvara i framförallt South Carolina berodde på en ung kvinna, Eliza Lucas, som experimenterade med indigoodling. Hennes odlingar användes som fröbank och fröna spreds bland plantageägarna i kolonin. Från 1745 och till den amerikanska revolutionen ökade indigoproduktionens andel av South Carolinas ekonomi stadigt för att 1775 ge intäkter motsvarande 1/3 av kolonins exportinkomster. Slavarbetskraft användes även för indigoodling och slavarna kunde sysselsättas med detta på somrarna och med arbete på risfälten på vintern. Slutbehandlingen av grödan för att förvandla den till ett färgämne krävde dock slavar med särskilda kunskaper och färdigheter.

#### Varvsförnödenheter

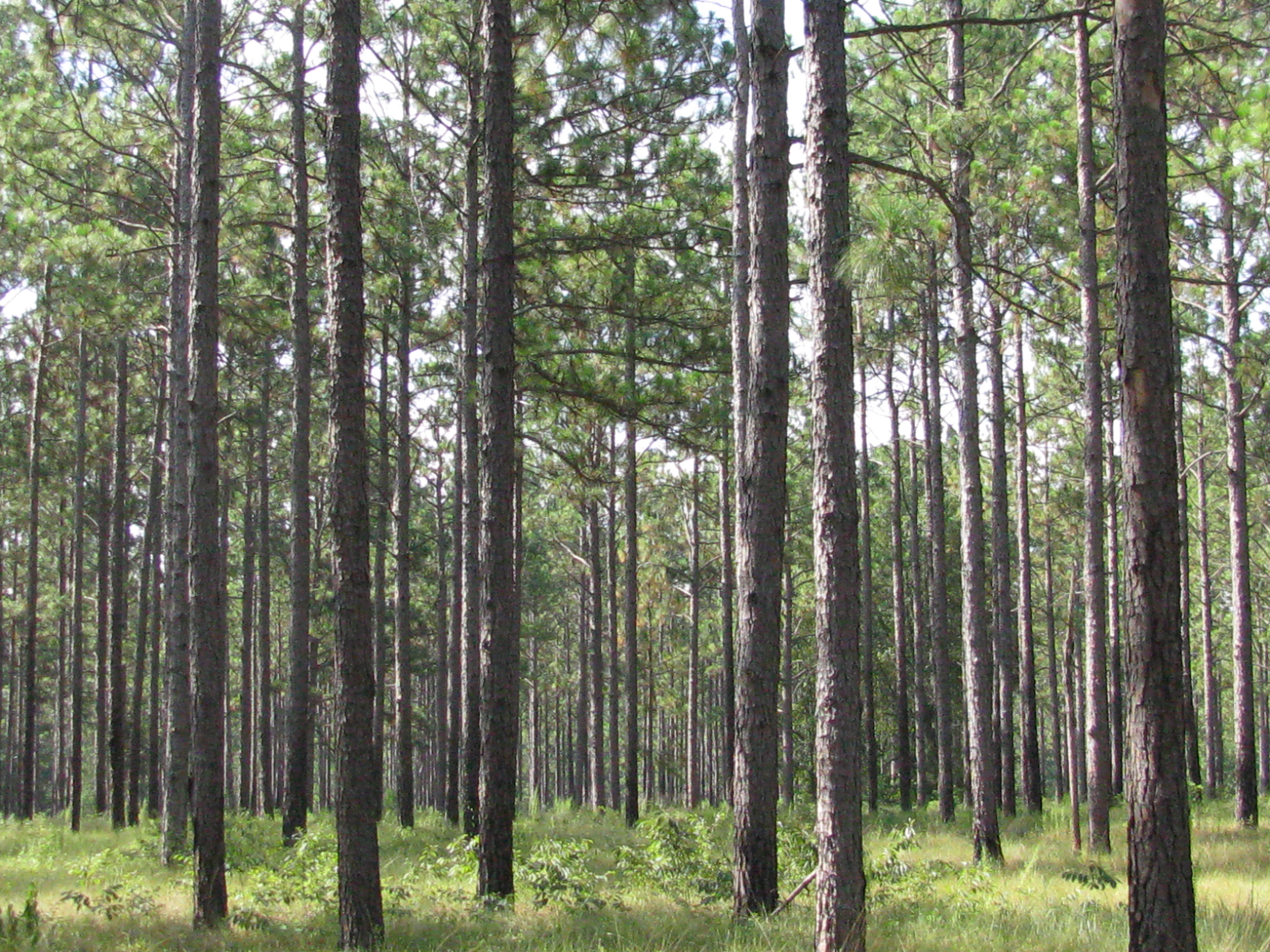
Tallhed med långbarrig tall i Georgia.

På de seglande träfartygens omfattade varvsförnödenheterna tågvirke, mastvirke, rundhultsvirke, harts, beck och tjära. De varvsförnödenheter som exporterades från de tretton kolonierna var framförallt beck och tjära. Det viktigaste produktionsområdet var tallskogarna i North Carolina, eftersom tallskogen i New England tidigt hade avverkats och avverkning av den tallskog som fanns i övriga södra kolonier inte kunde konkurrera i lönsamhet med odling av tobak, ris och indigo. Det viktigaste trädslaget vid denna produktion var den långbarriga tallen (Pinus palustris). Den omfattande produktionen av varvsförnödenheter ledde till att de stora tallskogarna nästan försvann från North Carolina.

#### Pälshandel
Pälshandeln var under de första koloniernas tidigare år av stor betydelse. Pälsverk var då den enda stapelvara som producerades och som kunde exporteras i utbyte mot engelska manufakturvaror. Pälsverken förvärvades inte genom fångst utan genom handel med Nordamerikas ursprungsbefolkning. En blomstrande lokal ekonomi som tillfredsställde både indianerna och kolonisterna uppkom. Koloniernas styrelser licensierade handelsstationer där indianerna kunde sälja pälsverk och köpa varor som tyg, tråd, spik, krut, kulor, musköter, yxor, järngrytor och filtar. De gemensamma ekonomiska intressena varade dock endast till mitten på 1600-talet i New England då handeln med Västindien blev lönsammare och attraherade investeringsvilligt kapital. När indianerna inte längre var intressanta som producenter kom deras marker i allt högre grad att exploateras av jordbrukskolonister. Det var ett mönster som skulle upprepa sig i alla de tretton kolonierna. Under sjuttonhundratalet var det huvudsakligen de indianer som bodde mellan Appalacherna och Mississippifloden som deltog i pälshandeln. Det var ett område som var omstritt mellan Frankrike och England och en av de viktigaste trätopunkterna som låg bakom fransk-indianska kriget.

#### Skinnhandel

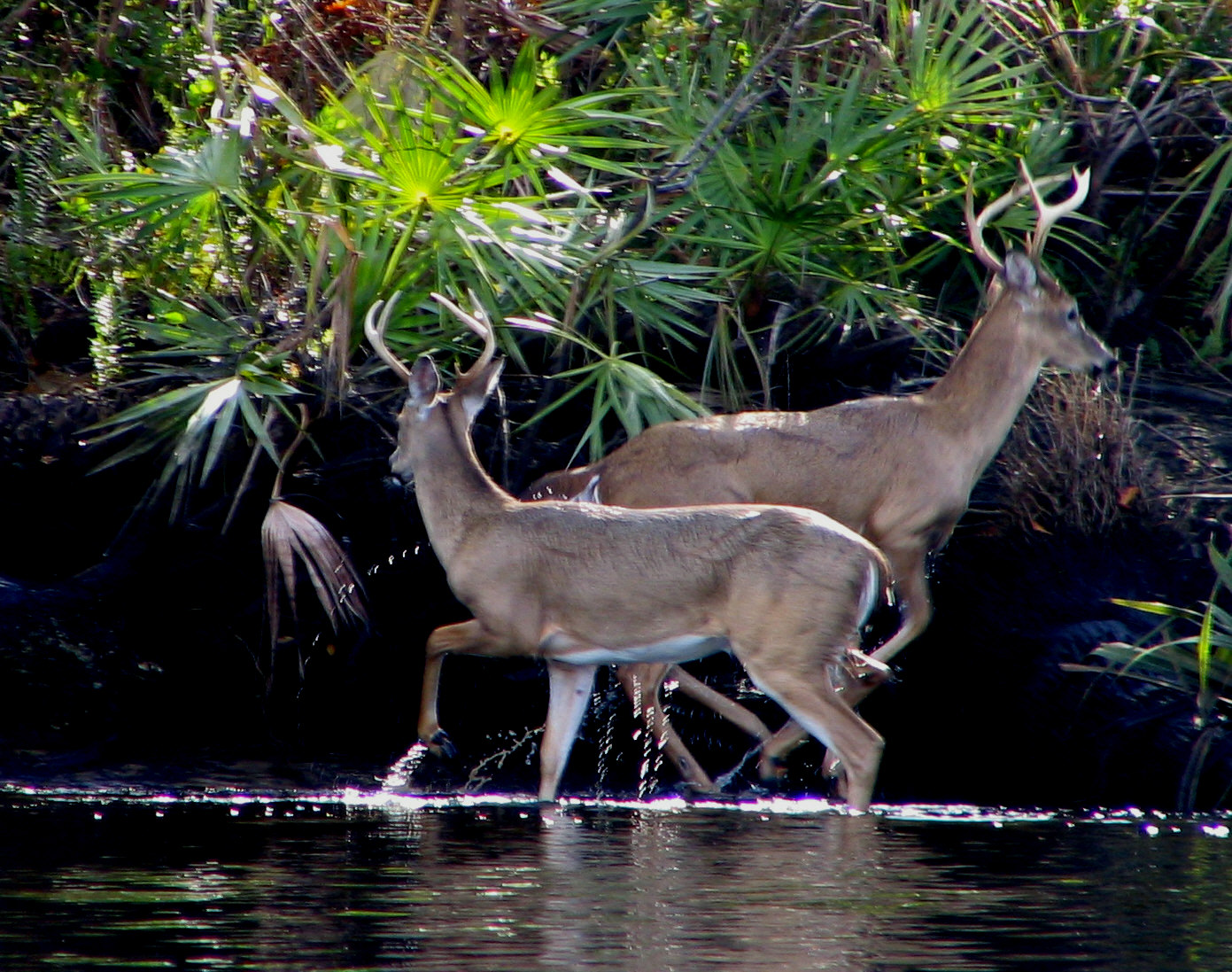
Miljontals skinn av vitsvanshjort exporterades till England.

Det var framförallt hjortskinn som exporterades till England från de tretton kolonierna. De viktigaste exporthamnarna var Charleston i South Carolina och Savannah i Georgia. Hjortskinnen köptes från indianerna genom ett handelssystem som liknade det som fanns inom pälshandeln, men medan pälsverk framförallt upphandlades i nordliga områden så var skinnhandeln något som främst ägde rum med det sydöstra skogsområdets indianer: cherokeser, chickasaw, choctaw och creeker. Under skinnhandelns höjdpunkt, ca 1740-1760, sålde dessa indianer omkring 1 250 000 hjortskinn om året till skinnhandlarna för vidareexport till England.

#### Järnframställning

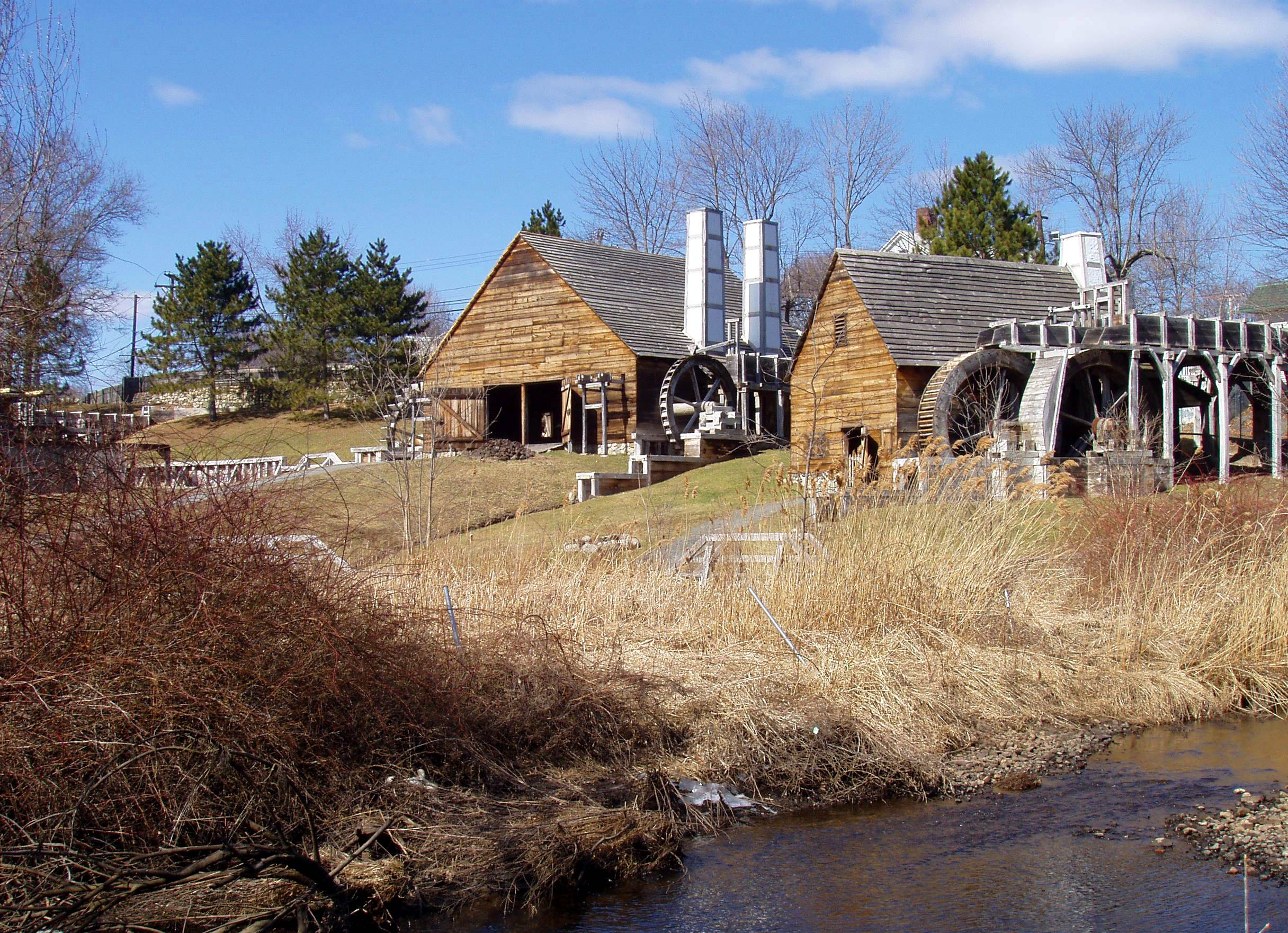
Saugus järnbruk i Massachusetts var i drift 1646 – 1668. Här ses den rekonstruerade masugnen långt till vänster i bakgrunden och den rekonstruerade stångjärnshammaren i förgrunden.

Järnframställning tog sin början i de tretton kolonierna bara inom några år efter att de första kolonisterna landstigit. Vid tiden strax före det amerikanska frihetskriget fanns en välutvecklad järnproduktion framförallt i mellankolonierna men även i Virginia och Maryland. Tillsammans var kolonierna världens femte största järnproducent och tredje största järnexportör (efter Ryssland och Sverige). England köpte både stångjärn och tackjärn från sina amerikanska kolonier, bearbetade dem och sålde de färdiga produkterna tillbaka till kolonierna. Järnakten 1750 avsåg att permanenta detta merkantilistiska system och försökte begränsa den amerikanska produktionen av plåt och råämnen för spiktillverkning.  Både blästerugnar och masugnar användes vid järnframtällningen. En blästerugn reducerade myrmalm till smidesjärn, som sedan utan större ansträngning kunde vidareförädlas till hästskor, hjulskoning, plogar eller råämnen för spikframställning. Blästerugnarna var ineffektiva, men krävde bara en begränsad insats av kapital och arbete och levde därför kvar långt fram i tiden. Masugnarna måste blåsas dag och natt i flera månader för att vara lönsamma och det tackjärn som de framställde måste färskas innan det kunde vidareförädlas. Efter färskningen bearbetades det vanligen till stångjärn. 1732 fanns det sex masugnar och 19 stångjärnshammare, förutom otaliga blästerugnar i de tretton kolonierna; 1775 fanns det över 80 masugnar och mer än 175 stångjärnshammare. 

#### Valfångst

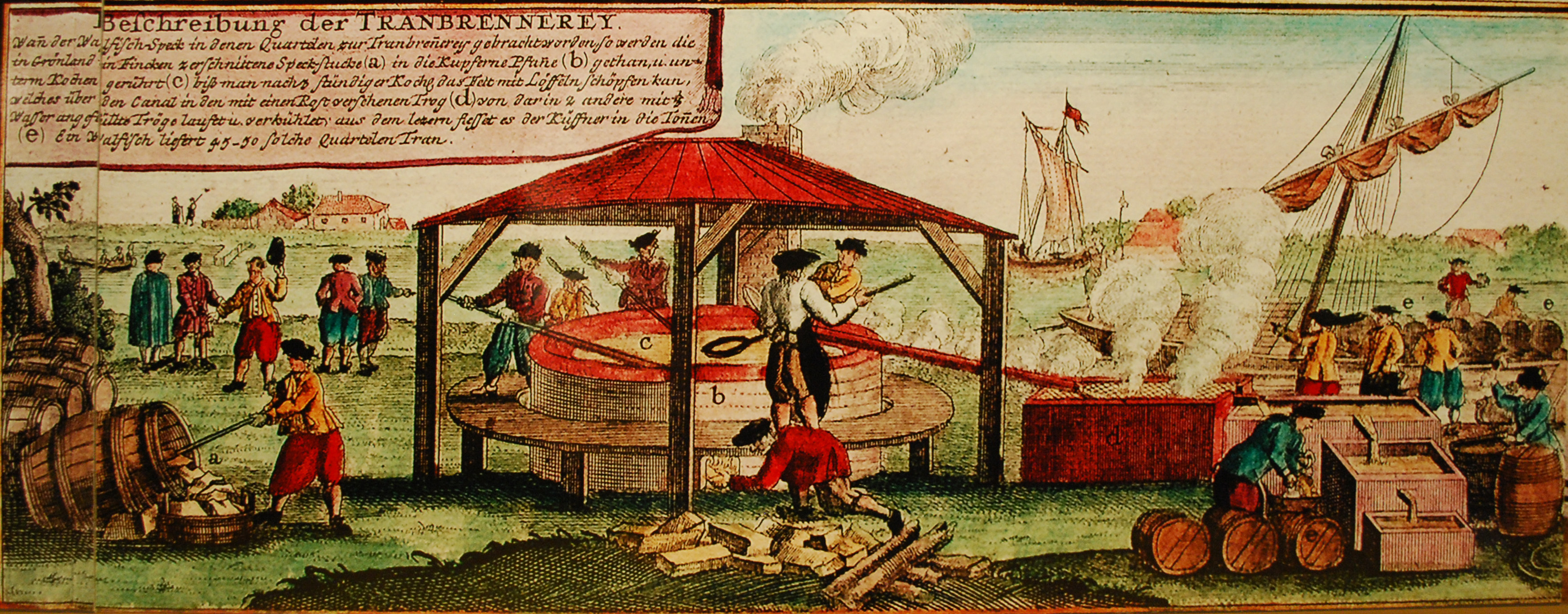
Beredningen av valtran från rätvalar ägde rum på land.

Sedan 1690-talet bedrevs valfångst från landstationer i Cape Cod, Long Island och Rhode Island. Valfångst till sjöss började 1712 när ett fartyg från Nantucket fångade den första kaskeloten, vars tran var värt mer än rätvalarnas och som dessutom hade valrav, men som till skillnad från de förra inte flyter av sig själva när de dödats. Det krävde därför en mer utvecklad teknik att fånga kaskeloter än rätvalar. Kaskeloterna var pelagiska och återfanns i varmare hav. Det varma klimatet gjorde att späcket snart ruttnade, men vid mitten av 1700-talet hade man börjat med trankokning på fartygen vilket gjorde att valfångsten kunde utsträckas över mycket stora avstånd. Fångstfärderna utsträcktes till de valrika havsområdena i Stilla Havet och fyraårsfärder blev vanliga, ofta med en blandning av pelagisk valfångst och kustvalfångst efter rätvalar. Valfångst bedrevs framförallt från hamnar i Connecticut, Massachusetts, Rhode Island och New York. Med den pelagiska valfångsten blev Nantucket och New Bedford de viktigaste valfångstorterna. 1774 fanns det 350 valfångstfartyg i de tretton kolonierna.

#### Fiske

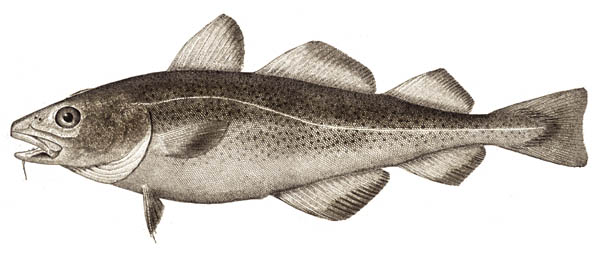
Torsken var den viktigaste fisken i de nordatlantiska fiskerierna och den viktigaste exportfisken från de tretton kolonierna.

Havsfiske var en näringsgren som dominerades av New England, dels genom de norra koloniernas närhet till de nordatlantiska fiskebankarna, dels på grund av kustbefolkningens behov av säsongsvisa binäringar. Stockfisk och insaltad makrill var billiga livsmedel för Västindiens slavar och de brittiska sockeröarna var därför den koloniala fiskerinäringens förnämsta exportmarknad. En lönsammare marknad var det katolska Sydeuropa, som efterfrågade kabeljo. Fiskexporten till Västindien och Sydeuropa var en viktig del av triangelhandeln (se nedan). Mellan 1768 och 1772 uppgick värdet av fiskutförseln till 35 % av New Englands totala exportinkomster. I Massachusetts fanns det ca 600 fiskefartyg i 20 fiskehamnar med omkring 10 000 fiskare, eller 8 % av den vuxna manliga befolkningen.

### Handelsnätverk

#### Stapelvaruexport
Stapelvaruexport till Storbritannien 1770.
| Stapelvara         | Värde £ sterling |
| ------------------ | ---------------- |
| Tobak              | £ 700 000        |
| Ris                | £ 170 000        |
| Indigo             | £ 130 000        |
| Valtran            | < £ 100 000      |
| Varvsförnödenheter | < £ 100 000      |
| Pälsverk           | < £ 100 000      |
| Skinn och hudar    | < £ 100 000      |
| Järn               | < £ 100 000      |

Källa: 

#### Triangelhandeln

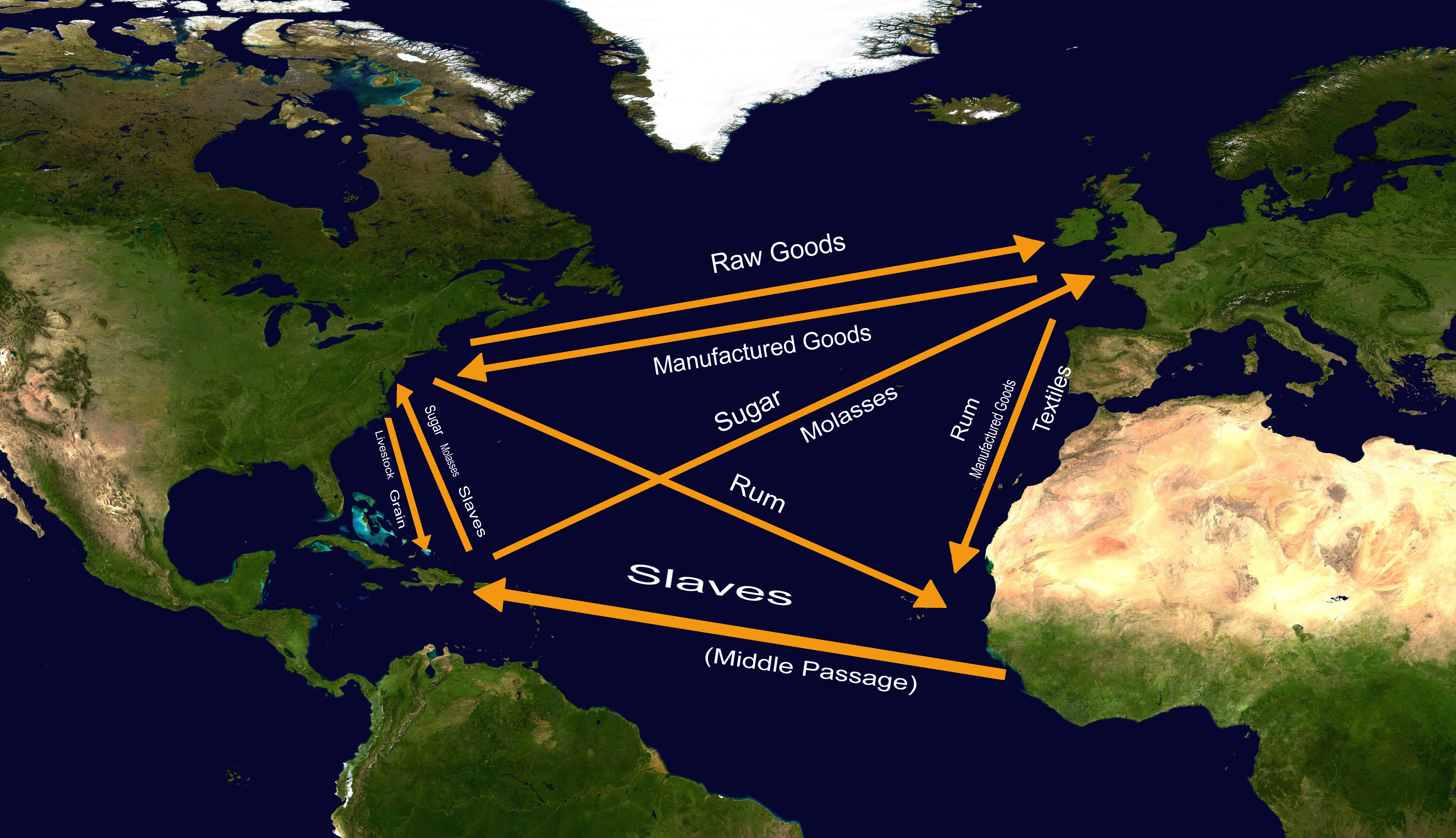
Den transatlantiska triangelhandelns varor och handelsvägar.

##### Sydeuropa
| Från Nordamerika via Philadelphia, New York, Boston och andra städer i New England och de mellersta kolonierna till Cadiz | Från Cadiz till London och Bristol | Från London och Bristol till Philadelphia, New York, Boston och andra städer i New England och de mellersta kolonierna |
| --- | ---------------------------------- | --- |
| ris, fisk, kött | vin, frukt                         | manufakturvaror |

Källa: 

##### Västafrika
| Från Nordamerika via Philadelphia, New York, Boston och andra städer i New England och de mellersta kolonierna till Guldkusten | Från Guldkusten till Jamaica och Västindien samt även till Charleston | Från Jamaica och Västindien till Philadelphia, New York, Boston och andra städer i New England och de mellersta kolonierna |
| --- | --------------------------------------------------------------------- | --- |
| rom, järn, pengar | slavar, guld                                                          | socker, melass, mynt |

Källa: 

#### Direkt stapelvaruexport
| Från de södra kolonierna till London och Bristol | Från London och Bristol till de södra kolonierna |
| ------------------------------------------------ | ------------------------------------------------ |
| tobak, pälsverk, indigo, varvsförnödenheter      | manufakturvaror                                  |

Källa: 

#### Sjöfartsnäringen

Sjöfarten genererade inkomster i de tretton kolonierna.

De brittiska navigationsakterna reglerade sjöfartsnäringen inom ramen för ett merkantilistiskt system. Handeln med kolonierna fick endast äga rum på engelska eller koloniala kölar. Vissa uppräknade varor, som socker, tobak och indiga, fick endast transporteras inom imperiet. Sådana varor måste först föras till London, innan de kunde säljas till främmande länder.
Den koloniala handelsflottan hade till att börja med sina största framgångar genom att verka inom de nischer som den engelska sjöfarten fanns olönsam: kusthandel i Nordamerika och proviantering av de västindiska kolonierna. Vid mitten av sjuttonhundratalet hade dock koloniala fartyg tagit över en betydande del av frakttrafiken mellan kolonierna och England. Det var endast de södra koloniernas stapelvaruexport som till sin helhet kontrollerades av engelska fartyg. Omkring 1770 utgick vart tredje handelsfartyg i det brittiska imperiet från en nordamerikansk hamn och den koloniala handesflottan kontrollerade Västindiens försörjning med timmer och livsmedel. New England och framförallt Massachusetts dominerade sjöfartsnäringen, men även New York var en viktig sjöfartskoloni. Det saknades heller inte egna handelsfartyg i de södra kolonierna.

## Utbildning

### Läskunnighet
I New England var omkring 60 % av den manliga vita befolkningen läskunnig i slutet av 1600-talet. Vid mitten av 1700-talet var det ca 85 %. Även i New York och Pennsylvania var läskunnigheten stor, inte minst i de holländska och tyska befolkningsgrupperna. Vid mitten av 1700-talet var ca 70 % av de vita männen läskunniga där, vilket var högre än i England vid samma tid. Personer av afrikansk börd och indianer ingår inte i läskunnighetsundersökningarna och de flesta av dessa får antas ha varit analfabeter. Vita kvinnor hade en lägre grad av läskunnighet än vita män. I New England räknar man med att ca 50 % av dem kunde läsa. Läskunnigheten var större i städer än på landsbygden och i de södra kolonierna var läskunnigheten mycket lägre än i de norra och mellersta kolonierna.

### Akademier
Akademier var högre undervisningsinstitutioner där akademiska examina kunda avläggas och akademiska grader förlänas.
| Institutionens ursprungliga namn                              | Koloni        | Grundad | Privilegierad | Trosinriktning                                                                      |
| ------------------------------------------------------------- | ------------- | ------- | ------------- | ----------------------------------------------------------------------------------- |
| New College (Harvard University)                              | Massachusetts | 1636    | 1650          | Kongregationalister                                                                 |
| William & Mary College (The College of William & Mary)        | Virginia      | 1693    | 1693          | Anglikaner                                                                          |
| Collegiate School (Yale University)                           | Connecticut   | 1701    | 1701          | Kongregationalister                                                                 |
| Philadelphia College (University of Pennsylvania)             | Pennsylvania  | 1740    | 1755          | Anglikaner officiellt protestantiskt utan tillhörighet till bestämt trossamfund     |
| New Jersey College (Princeton University)                     | New Jersey    | 1746    | 1746          | Presbyterianer officiellt protestantiskt utan tillhörighet till bestämt trossamfund |
| King's College (Columbia University in the City of New York)  | New York      | 1754    | 1754          | Anglikaner med samvetsfrihet                                                        |
| Rhode Island College (Brown University)                       | Rhode Island  | 1764    | 1764          | Baptister inga troskrav för antagning som student                                   |
| Queen's College (Rutgers, The State University of New Jersey) | New Jersey    | 1766    | 1766          | Nederländska reformerta kyrkan                                                      |
| Dartmouth College (Dartmouth College)                         | New Hampshire | 1769    | 1769          | Kongregationalister                                                                 |

Källa:

## Sociala förhållanden

### Samhällsskikt
Hög social status var nära förbunden med en god ekonomisk ställning eller de yttre tecknen på en sådan. Klädsel, språkbruk och uppförande var av avgörande betydelse för hur en människa behandlades. Människorna i de tretton kolonierna förväntades, precis som i England, underordna sig de med en högre samhällsställning. Dessa identifierades genom en kombination av egendom och börd. Gamla familjer kunde fortfarande ha hög status trots att deras pengar tagit slut. I de tretton kolonierna var det dock svårare att identifiera en människa genom börden, så egendom var det vanligaste sättet att fastställa social status. Någon form av egendom krävdes för att få rösträtt och för valbarhet krävdes, i praktiken om än inte alltid i lagstiftningen, en betydligt större egendom. Egendom var också ett krav för förtroendeposter i de koloniala statsreligionernas församlingar, vare sig de var anglikanska eller kongregationalistiska.
| Rang- ordning | Samhällsskikt |
| ------------- | --- |
| 1             | Välbärgade plantageägare i de södra kolonierna                                                                         |
| 2             | Köpmän, gentlemän och sjökaptener i Philadelphia, New York, Boston och andra städer i New England och mellankolonierna |
| 3             | Välbärgade lantbrukare och hantverkare i New England och mellankolonierna                                              |
| 4             | Välbärgade änkor |
| 5             | Välbärgade och måttligt bärgade advokater, läkare, pastorer och andra tillhörande lärda yrken                          |
| 6             | Måttligt bärgade och fattiga lantbrukare                                                                               |
| 7             | Måttligt bärgade och fattiga hantverkare och handelsmän                                                                |
| 8             | Arbetare och sjöfolk                                                                                                   |
| 9             | Fattiga änkor |
| 10            | Kontraktstjänare |
| 11            | Slavar |

Källa: 
Samhällsskikt 1-4 ägde 95 % av de tretton koloniernas förmögenheter 1774. Skikt 5 och delar av skikt 6 ägde de återstående fem procenten, medan skikt 8-11 saknade förmögenhet eller till och med var skuldsatta.

### Religion
| Koloni         | Statsreligion | Religionsfrihet | Viktigaste trossamfund                                                  | Anmärkningar |
| -------------- | --- | --- | ----------------------------------------------------------------------- | --- |
| Massachusetts  | Kongregationalism                                                                                                   | Inte från början. Under 1600-talet avrättades kväkare. Gradvis fick anglikaner, baptister och kväkare religionsfrihet. Religionsfrihet infördes officiellt för protestanter 1691.           | Kongregationalister                                                     | Baptism var statsreligion i Swansea, Massachusetts.                                                                         |
| New Hampshire  | Kongregationalism                                                                                                   | Ja | Kongregationalister                                                     | De som inte var protestanter var inte valbara till politiska ämbeten.                                                       |
| Rhode Island   | Ingen | Ja | Kongregationalister                                                     | |
| Conncecticut   | Kongregationalism                                                                                                   | ? | Kongregationalister                                                     | |
| New York       | Anglikanism 1693, men bara i Kings County, Queens County, New York County och Bronx County.                         | För protestanter | Nederländska reformerta kyrkan                                          | |
| New Jersey     | Ingen | För protestanter | Lutheraner, Nederländska reformerta kyrkan, kväkare                     | |
| Pennsylvania   | Ingen | Ja | Kväkare, lutheraner, anabaptister som amish och mennoniter, herrnhutare | De som inte gick ed på en kristen tro var inte valbara till politiska ämbeten.                                              |
| Delaware       | Ingen | Ja | Lutheraner, Nederländska reformerta kyrkan, anglikaner                  | De som inte bekände sig till Kristus var inte valbara till politiska ämbeten.                                               |
| Maryland       | Grundades som en tillflyktsort för katoliker och religionsfrihet rådde till 1692 då anglikanism blev statsreligion. | Endast för protestanter 1692 | Katoliker                                                               | De som inte bekände sig till Kristus var inte valbara till politiska ämbeten. Katoliker betalade dubbla skatter efter 1707. |
| Virginia       | Anglikanism 1606 | Nej. Katoliker och puritaner var börbjudna att bosätta sig i kolonin. Mot slutet av kolonialtiden tilläts dock presbyterianer och andra protestanter (utom baptister) att hålla gudstjänst. | Anglikaner                                                              | |
| North Carolina | Anglikanism | Ja | Anglikaner                                                              | De som inte var protestanter var inte valbara till politiska ämbeten.                                                       |
| South Carolina | Anglikanism 1704 | Ja | Anglikaner, presbyterianer, kväkare                                     | Endast anglikaner valbara till politiska ämbeten.                                                                           |
| Georgia        | Anglikanism 1758 | För protestanter. Katoliker var förbjudna att bosätta sig i kolonin. | Anglikaner, hugenotter, lutheraner, herrnhutare, kalvinister, judar.    | De som inte var protestanter var inte valbara till politiska ämbeten.                                                       |

Källa:

## Slaveri

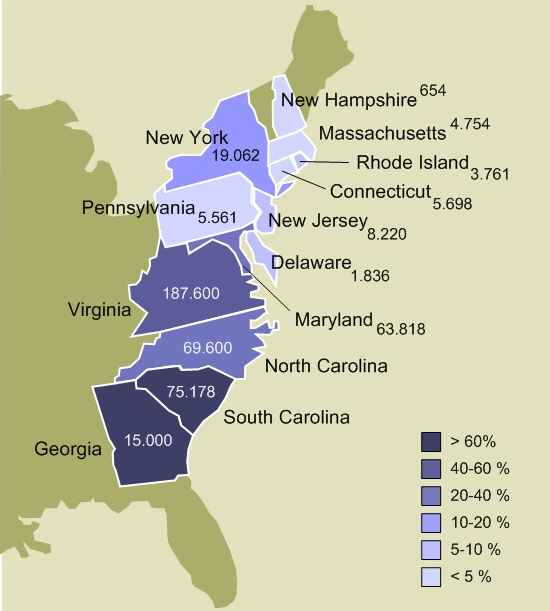
Antal och andel slavar i de tretton kolonierna 1770.

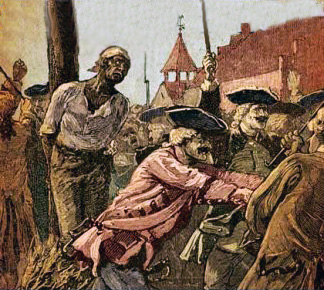
Tretton afrikanska slavar brändes på bål i New York City 1741.

### Demografiska förhållanden
Tjugo procent av de tretton koloniernas invånare var slavar 1775. 90 % av slavarna fanns i de södra kolonierna. Slaveriet existerade dock i alla kolonier, fast i New England och mellankolonierna fanns bara en tiondel av alla slavar och slavarnas andel av totalbefolkningen var aldrig mer än 5 %. Efter den amerikanska revolutionen utgjorde slavarna en tredjedel av söderns befolkning. Nästan hälften av alla slavar fanns i Virginia. Slavarna befann sig alltid i samhällets botten, men det fanns ändå skillnader mellan slavarnas ställning i de olika kolonierna. I New England och mellankolonierna var slaveriet främst ett hushållsslaveri, det vill säga slavarna var hushållsarbetare, åtnjöt ofta en mer mänsklig behandling och fick undervisning i religion och moral. I Virginia och Maryland var slavarna huvudsakligen plantagearbetare vilka trots det hårda arbetet kunde bilda familj. Längre söderut var slaveriet mest plågsamt med mycket hårt tvångsarbete på risodlingarna.

### Samhällsliv och ekonomi
Slaveriet blev en normal del av de södra koloniernas samhällsliv. Samhällsideologi och social struktur legitimerade ett slavsystem baserat på hudfärg. Slaveriet var grunden för det ekonomiska systemet i södern och uppkom för att skaffa arbetskraft till stapelvaruproduktionen (se ovan). I de mer utvecklade slavekonomierna, som i Virginia och Maryland, kom dock mot slutet av 1700-talet slavarbetskraft även att användas för kvalificerade hantverksarbeten på landet och i de fåtaliga städerna. Många slavar var också hushållsslavar hos välbeställda slavägare i de högre samhällsskikten. Ekonomiskt var den fria befolkningen beroende av slavarnas arbetsinsatser samtidigt som rasfördomar och rädsla för uppror skapade en social och mental avgrund mellan människor av europeisk och afrikansk börd.

### Rättslig ställning
Slavarna saknade mänskliga och medborgerliga rättigheter. Deras ägare kunde ge dem olika privilegier, som fridagar eller egna köksträdgårdar, men dessa kunde när som helst återtas. Slavarna var berövade sin egendomsrätt. Deras tid och frukten av deras arbete tillhörde deras ägare. Deras äktenskap saknade rättslig ställning och makarna kunde när som helst skiljas åt. De och deras barn blev köpta, sålda, ärvda eller använda för att betala skulder, precis som vilken annan egendom som helst. Ägarna kunde ostraffat slå, våldta, tortera och till och med döda sina slavar.  Lagen i Virginia förbjöd både förslavade och fria svarta, såväl som indianer, att försvara sig mot sexuella övergrepp. En omfattande sexuell exploatering av unga slavkvinnor ägde regelbundet rum på de flesta plantager. Som en konsekvens av detta ändrades från 1662 efterhand den engelska common laws principer i de Tretton kolonierna, så att ett barn status alltid följde modern; ett barn till en slav förblev alltså slav, även om fadern var en fri vit man.

## Militära förhållanden
Mellan 1689 och 1763 utkämpades fyra stora krig mellan de rivaliserande kolonialmakterna England, Frankrike och Spanien om hegemonin i Nordamerika. Många indianska nationer drogs in i dessa krig på den ena eller den andra sidan som ett resultat av utvecklade allianser och handelsförbindelser med de olika kolonialmakterna. I krigföringen ingick omfattande övergrepp på civilbefolkningen på alla sidor där bosättningar kom att överfallas varvid invånarna dödades och hus och grödor brändes.